# Rijksweg 28
Rijksweg 28 (A28) is een rijksweg en autosnelweg in Nederland die loopt van Utrecht (nabij A27) naar Groningen (knooppunt Julianaplein).

## Route en knooppunten
Even na het begin van de snelweg in Utrecht kruist de A28 bij knooppunt Rijnsweerd de A27 (ring Utrecht).
Bij knooppunt Hoevelaken (Amersfoort) kruist de A28 de A1. Van Harderwijk tot aan Wezep loopt de weg langs de noordrand van de Veluwe.
Bij knooppunt Hattemerbroek, even ten zuiden van Zwolle, kruist de A28 de A50/N50. Even verderop ligt de brug over de IJssel.
Bij knooppunt Lankhorst, tussen Staphorst en Meppel, sluit de A32 van/naar Leeuwarden aan. Op de rijbaan van A28 in zuidelijke richting was tot september 2009 geen toegang tot de A32 mogelijk. Sindsdien kan verkeer vanuit Hoogeveen richting Leeuwarden (en vice versa) ook knooppunt Lankhorst gebruiken.
Bij knooppunt Hoogeveen gaat de rechtdoorgaande snelweg in oostelijke richting als A37 verder naar de Duitse grens. De A28 neemt vanaf dit knooppunt de in noordelijke richting gaande weg over van de N48.
Tussen aansluitingen Pesse en Dwingeloo loopt de weg langs het Nationaal Park Dwingelderveld.
Bij knooppunt Assen sluit de N33 van/naar Veendam aan.
Bij knooppunt De Punt sluit de N34 van/naar Gieten aan.
Bij knooppunt Julianaplein eindigt de A28 bij de A7/N7. Knooppunt Julianaplein is een gelijkvloerse kruising met stoplichten, het knooppunt wordt aangepakt.
Van knooppunt Rijnsweerd tot knooppunt Hoevelaken is de A28 onderdeel van de E30; van knooppunt Hoevelaken tot knooppunt Julianaplein is de A28 onderdeel van de E232.
De A28 is de eerste autosnelweg die in de provincie Drenthe is aangelegd.

## Knelpunten
De voornaamste knelpunten op de A28 liggen bij Hoevelaken en bij Zwolle. In de ochtendspits staat er bij Amersfoort regelmatig een file die begint bij Nijkerk en die kan doorlopen tot de aansluiting Den Dolder. Eveneens in de ochtend loopt het meestal voor Zwolle vast tussen knooppunt Lankhorst en Nieuwleusen. Het tracé door Zwolle stroomt 's ochtends goed door sinds de aanleg van een spitsstrook in 2005. Dit heeft er echter wel toe geleid dat de file nu is verplaatst naar vóór Zwolle. Nu staat er dagelijks tussen de afrit Nieuwleusen (N377) de afrit Ommen (N340) een file. De andere kant op staat er vaak ook een file tussen knooppunt Hattemerbroek en de afrit Nieuwleusen. Om de knelpunten bij Zwolle verder weg te nemen is Rijkswaterstaat in 2010 gestart met het verbreden van de A28 tussen knooppunt Hattemerbroek en de spitsstrook door Zwolle. Ook aan de noordzijde van Zwolle, tussen het einde van de spitsstrook en knooppunt Lankhorst, wordt de weg verbreed naar 2 keer 3 rijstroken. Bij het Julianaplein in Groningen stond het verkeer 's ochtends vaak in de file doordat dit knooppunt werd geregeld door verkeerslichten. In 2024 werd het vernieuwde Julianaplein opgeleverd, na de ombouw tot een ongelijkvloers knooppunt.
In 2011 begon Rijkswaterstaat met groot onderhoud aan de A28 tussen Utrecht en Amersfoort. Het asfalt werd vernieuwd, vangrails werden vervangen en viaducten werden gerenoveerd. Tegelijkertijd maakte Rijkswaterstaat de weg geschikt voor 3 rijstroken per richting tussen Utrecht en Maarn, die in 2012 werden geopend. Vanaf Maarn gaat het over 2x2 rijstroken + spitsstrook. Dit zal echter geen permanente oplossing worden, aangezien het verkeersaanbod hier om 3 rijstroken vraagt.
In de avondspits ontstaan meestal problemen tussen Utrecht en knooppunt Hoevelaken.

## Aan de weg gelegen plaatsen
De grootste plaatsen aan de A28 zijn Utrecht, Zeist, Leusden, Amersfoort, Nijkerk, Harderwijk, Zwolle,  Hoogeveen, Assen en Groningen.

## Bijzonderheden

### Afrit 1
Er bestaat geen afrit 1 op deze snelweg. Er was een afrit 3 gepland bij Zeist-West. Deze afrit is er niet gekomen. Deze afrit had kunnen zorgen voor een omnummering van de A28 van de huidige afrit 3 (Den Dolder) tot de Waterlinieweg.

### Overhangend geluidsscherm
Bij Zeist is een 1,6 kilometer lang geluidsscherm langs de A28 geplaatst met een 'luifel' boven het wegdek. Deze bijzondere constructie is in 1985 gereedgekomen. In de jaren negentig is een vergelijkbaar geluidsscherm, maar dan van acrylaat, bij Dordrecht gebouwd langs de A16.

### Niet afgemaakt trompetknooppunt Zeist-West
Tussen Zeist-West en knooppunt Rijnsweerd is een viaduct en niet afgemaakt trompetknooppunt te vinden voor een niet gerealiseerde provinciale weg. Op satellietfoto's zijn de contouren van het geplande knooppunt nog zichtbaar. Plannen voor deze provinciale weg dateren uit 1968, dezelfde periode waarin dit tracé van de A28 werd aangelegd. Voorbereidende werkzaamheden voor het knooppunt werden daarom al opgenomen in de aanleg. De plannen voor de weg werden uiteindelijk in 1997 geannuleerd. Het viaduct functioneert nu als wildpassage.

### Ecoducten
Op de A28 zijn vier ecoducten over de weg gebouwd:
- Ecoduct Sterrenberg bij de gelijknamige buurtschap Sterrenberg tussen Huis ter Heide en Soesterberg; geopend in 2012;
- Ecoduct Leusderheide tussen Soesterberg en Oud-Leusden; geopend in 2005;
- Ecoduct Hulshorst tussen Harderwijk en Nunspeet; geopend in 2011;
- Ecoduct Marinier der 1e klasse Marc Harders bij Spier; dit ecoduct is in 2013 geopend als Ecoduct Dwingelderveld en verbindt het Dwingelderveld met het Terhorsterzand; in april 2020 is het vernoemd naar de tijdens de Task Force Uruzgan omgekomen marinier Marc Harders.[4]

### Sprong van drie kilometer volgens hectometerpalen
Bij de IJssel, vlak bij Zwolle, maakt kilometernummering op de hectometerpaaltjes een sprong van drie kilometer. Daar is de eerstvolgende hectometerpaal na die met 87,4 de paal met 90,5.

## Aantal rijstroken
| Traject                                           | Aantal rijstroken        |
| ------------------------------------------------- | ------------------------ |
| knooppunt Rijnsweerd – afrit Utrecht-Science Park | 1+3+3+1                  |
| afrit Utrecht-Science Park – afrit Leusden Zuid   | 2×3                      |
| afrit Leusden Zuid – knooppunt Hoevelaken         | 2×2 (bij drukte 2×3/3x2) |
| knooppunt Hoevelaken – knooppunt Hattemerbroek    | 2×2                      |
| knooppunt Hattemerbroek – afrit Zwolle-Zuid       | 2×4                      |
| afrit Zwolle-Zuid – afrit Ommen                   | 2×2 (bij drukte 2×3/3x2) |
| afrit Ommen – knooppunt Lankhorst                 | 3×3                      |
| knooppunt Lankhorst – afrit Groningen Zuid        | 2x2                      |
| afrit Groningen Zuid - knooppunt Julianaplein     | 3x3                      |

## Maximumsnelheid
| Traject                                           | Maximumsnelheid                            |
| ------------------------------------------------- | ------------------------------------------ |
| kruising Waterlinieweg – afrit Den Dolder         | 100 km/h                                   |
| afrit Den Dolder – afrit Maarn                    | 130 km/h*                                  |
| afrit Maarn – afrit Amersfoort-Vathorst           | 100 km/h                                   |
| afrit Amersfoort-Vathorst – afrit Harderwijk-Zuid | 130 km/h*                                  |
| afrit Harderwijk-Zuid – knooppunt Hattemerbroek   | 120 km/h*                                  |
| knooppunt Hattemerbroek – afrit Ommen             | 100 km/h (bij geopende plusstrook 80 km/h) |
| afrit Ommen – knooppunt Lankhorst                 | 120 km/h*                                  |
| knooppunt Lankhorst – knooppunt Hoogeveen         | 130 km/h*                                  |
| knooppunt Hoogeveen – afrit Fluitenberg           | 100 km/h                                   |
| afrit Fluitenberg - afrit Groningen-Zuid          | 130 km/h*                                  |
| afrit Groningen-Zuid – knooppunt Julianaplein     | 100 km/h                                   |
| rond knooppunt Julianaplein                       | 70 km/h                                    |
| * maximumsnelheid tussen 6-19h: 100 km/h          |                                            |

## Kunst langs de A28
- Tweede Kristallisatie (Observer) (7e stadium van de liefde), Piet Slegers, bij Zeist
- Velden van Nevel, een serie van vier sculpturen van Ruud van de Wint bij de uitvalswegen van Hoogeveen, waarvan er drie langs de A28 staan, Velden van Nevel beeld 0 is een sculptuur langs de A28 bij Assen.
- TT-landmark bij het TT-Circuit Assen.
- Gate Tower Clio, een elektriciteitsmast door Kurt W. Forster, Stadsmarkering 6 aan de A28 bij de stad Groningen.

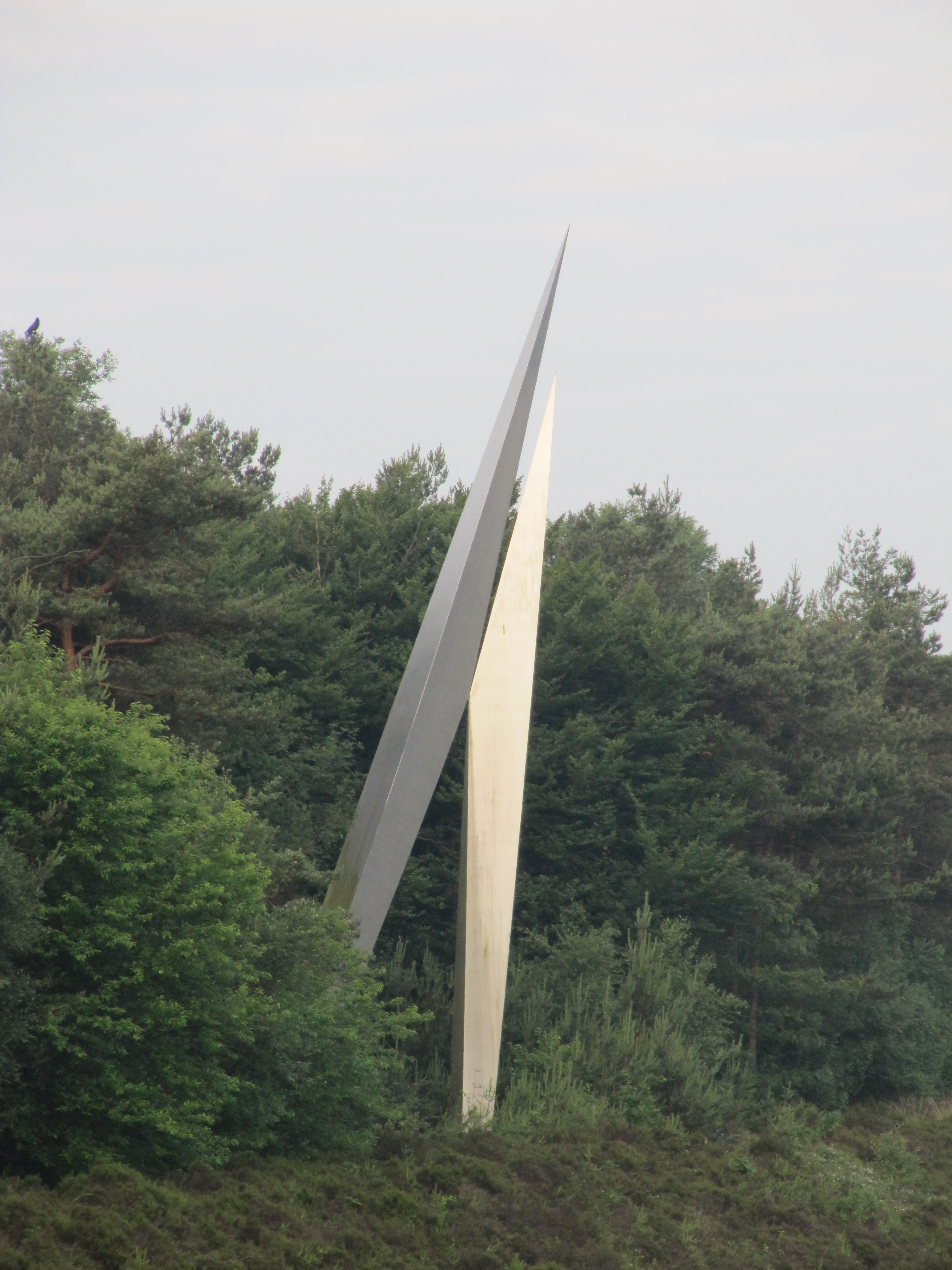
Tweede Kristallisatie
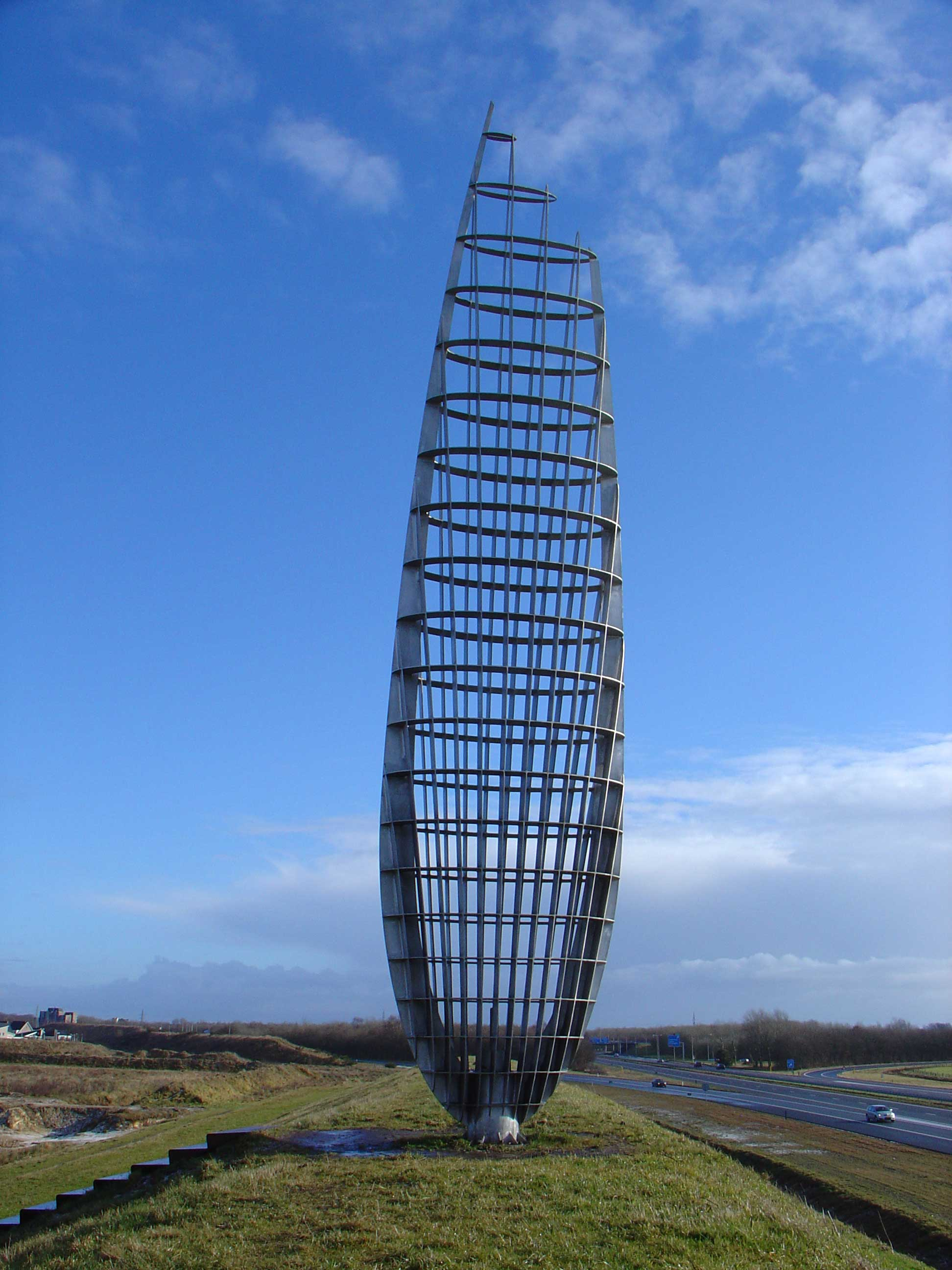
Nabij Knooppunt Hoogeveen: Velden van nevel door Ruud van de Wint
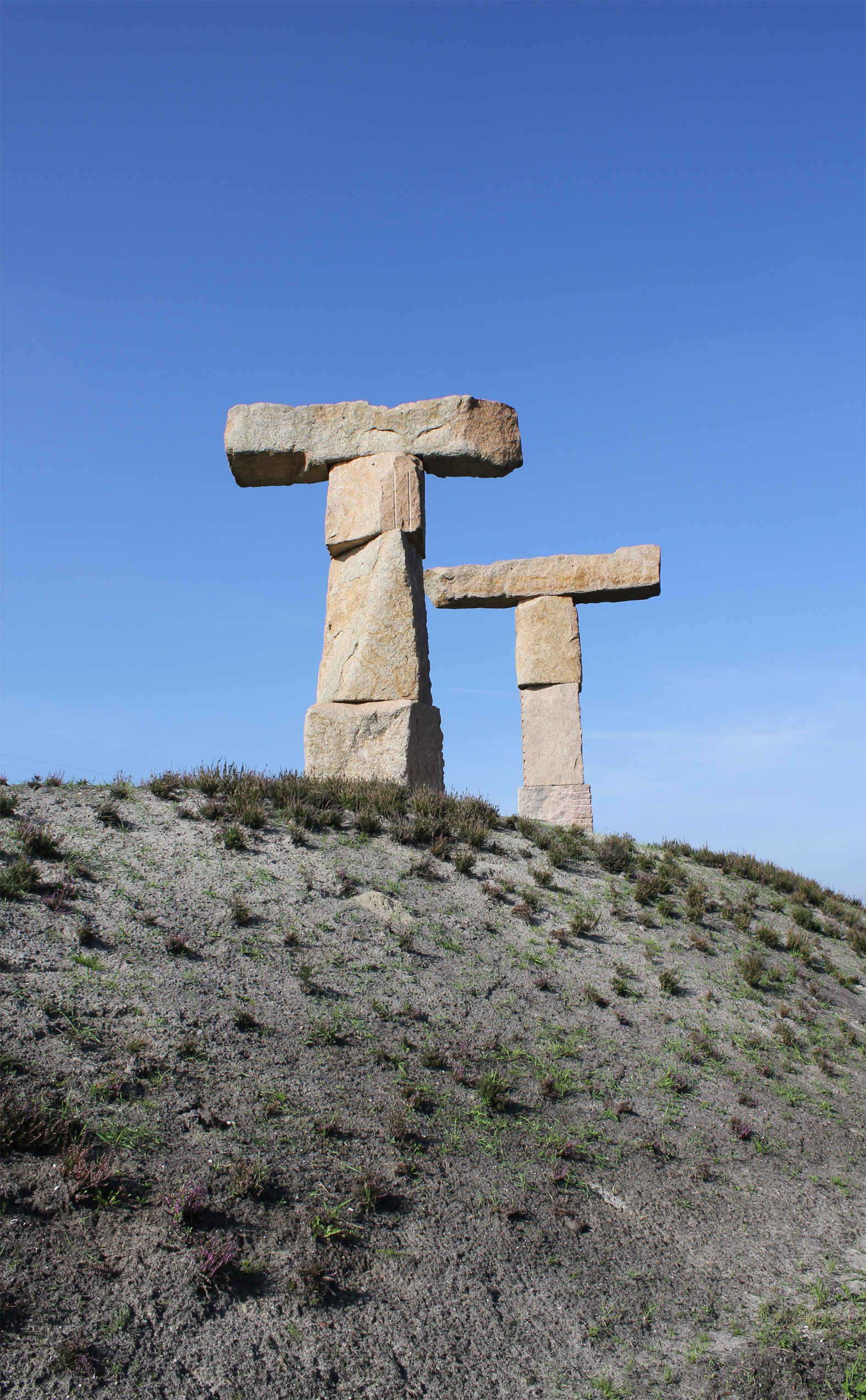
TT-landmark bij Assen-Zuid door Rob Schreefel
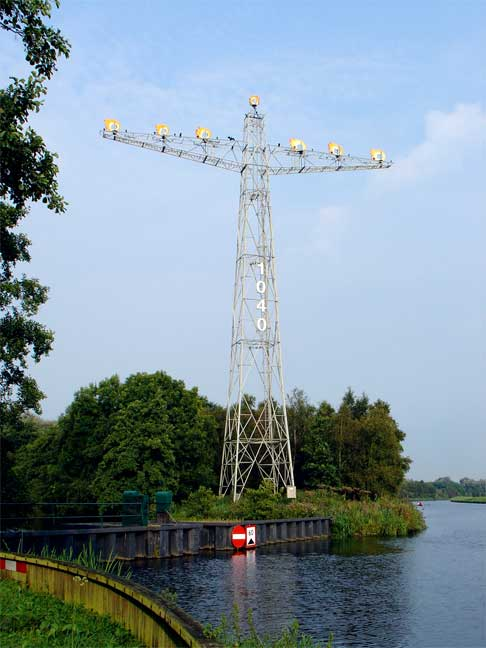
Stadsmarkering tussen de afslagen 38 en 39 Haren/Groningen

## Trivia
In de jaren zestig en zeventig stond rijksweg 28 bekend onder zijn Europese wegnummer, in die tijd E35. Hierop werd een liedje gemaakt door zanger Roek Williams, genaamd E35. Het Europese wegnummer van rijksweg 28 is sindsdien gewijzigd.

## Fotogalerij

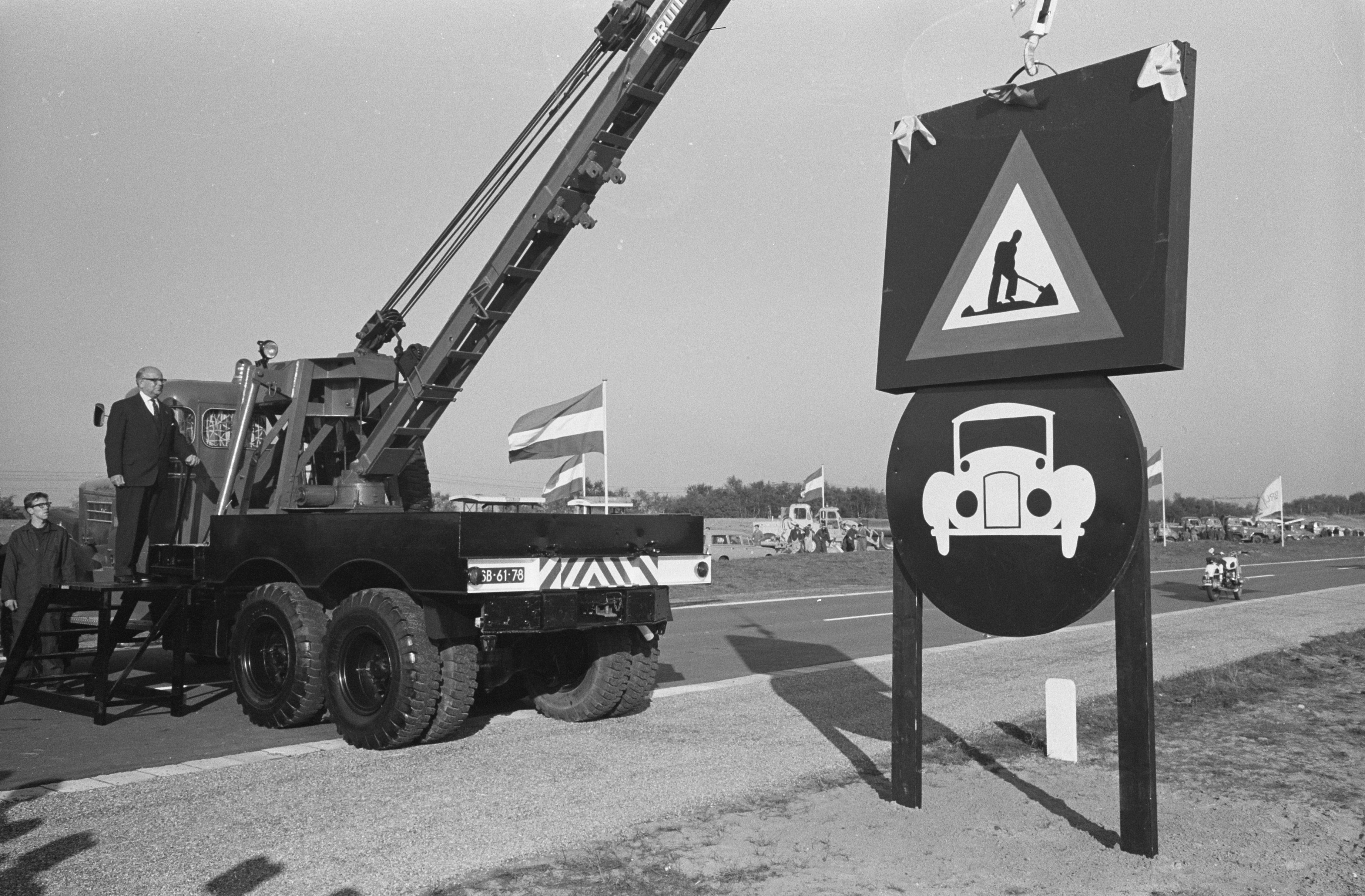
Openstelling van de Rijksweg 28 tussen Harderwijk en Wezep (1962)
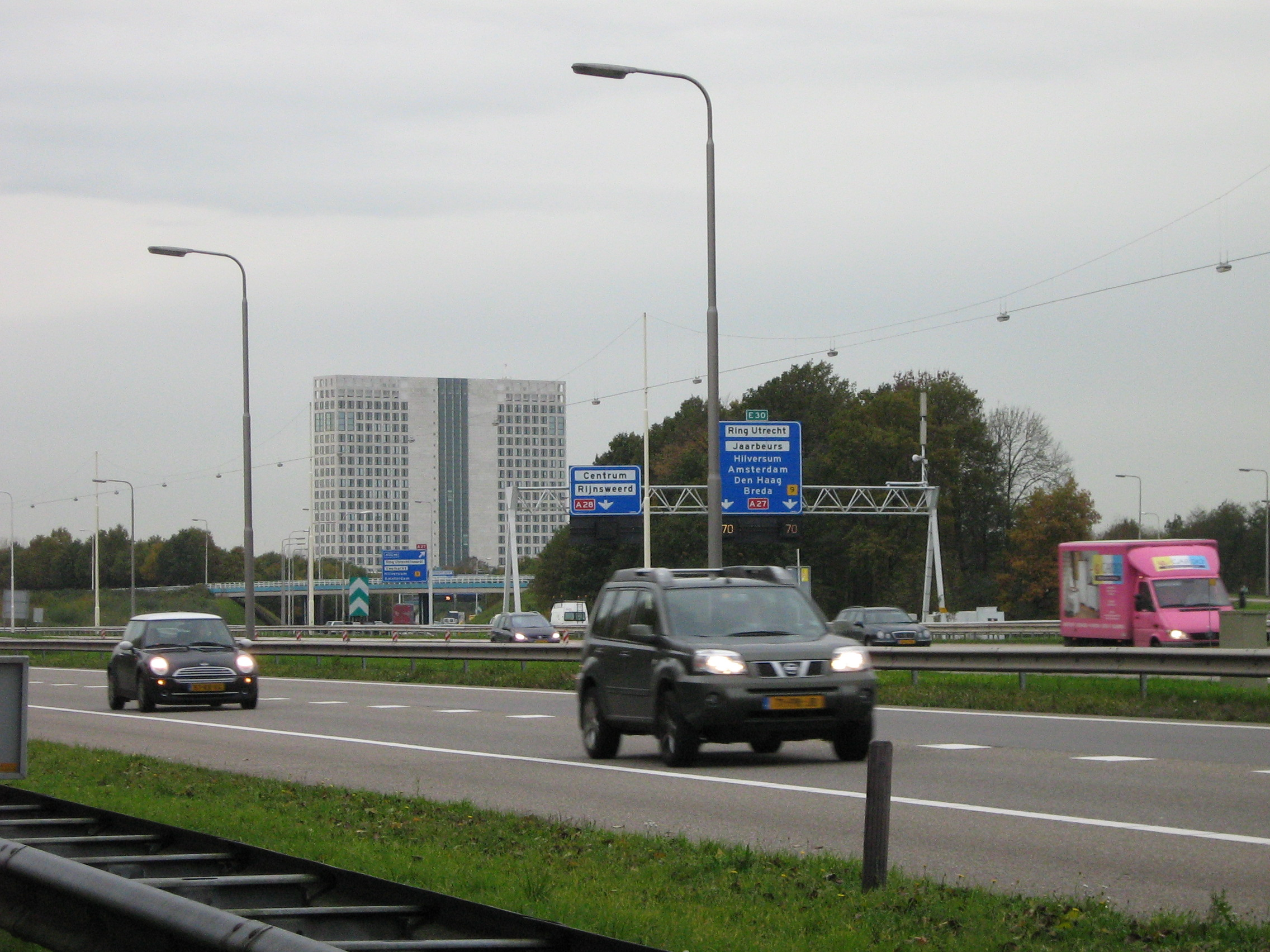
Knooppunt Rijnsweerd (kruising met ring Utrecht)
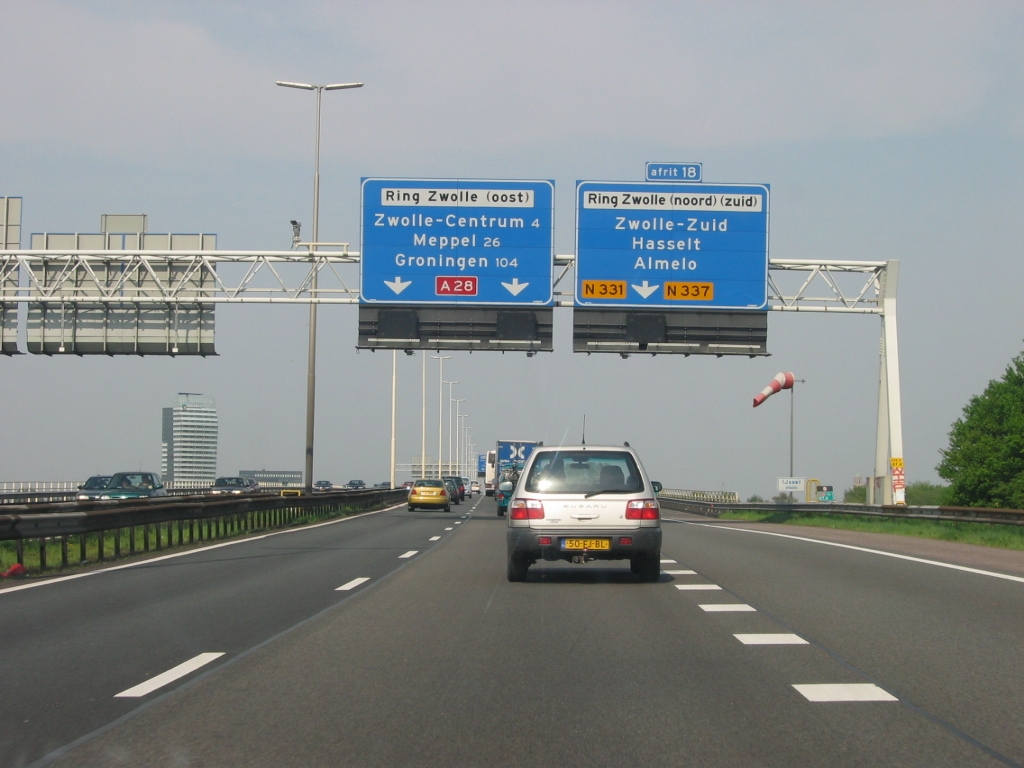
IJsselbrug in de richting Zwolle (voor 2011)
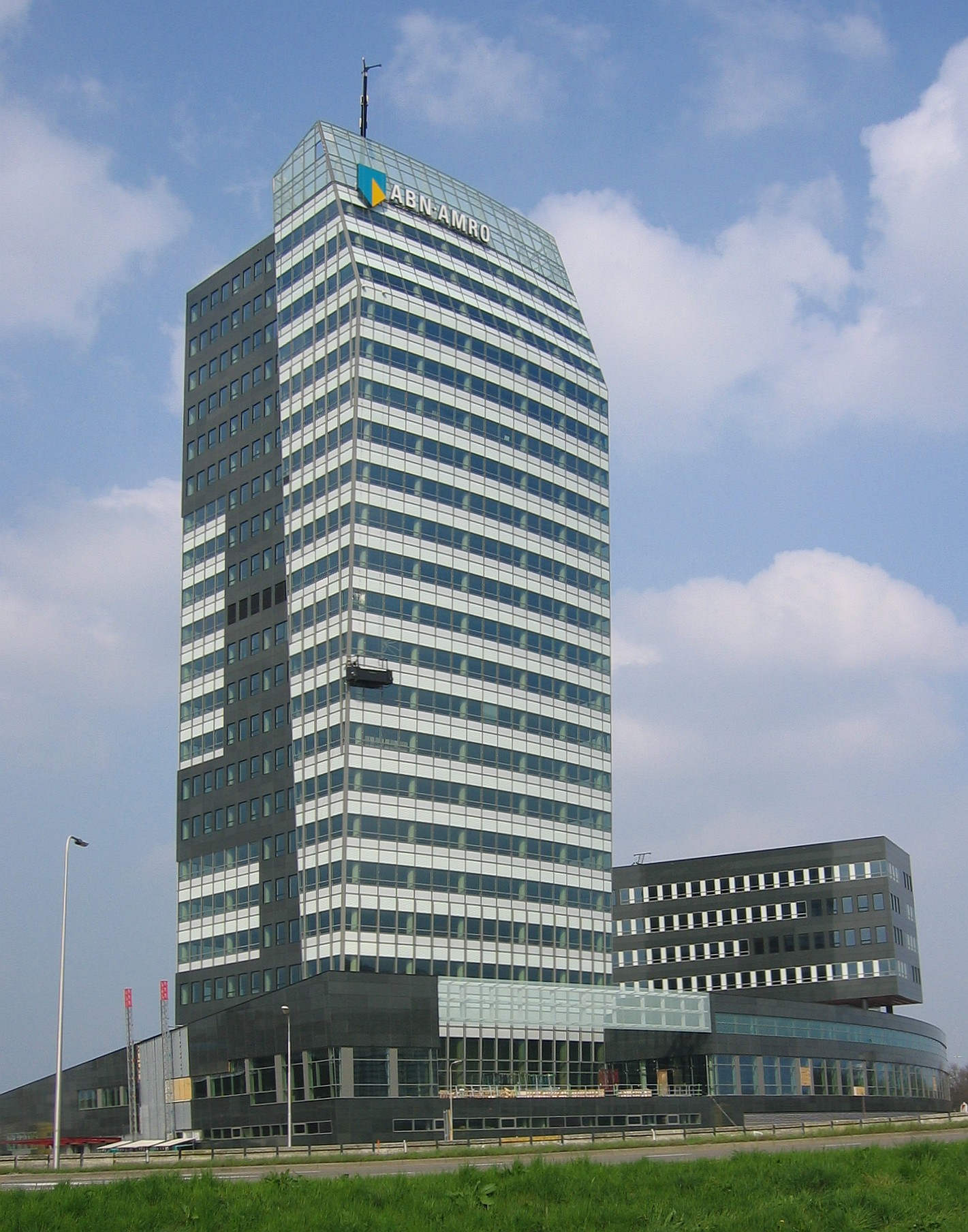
Aansluiting 18: Zwolle-Zuid met IJsseltoren
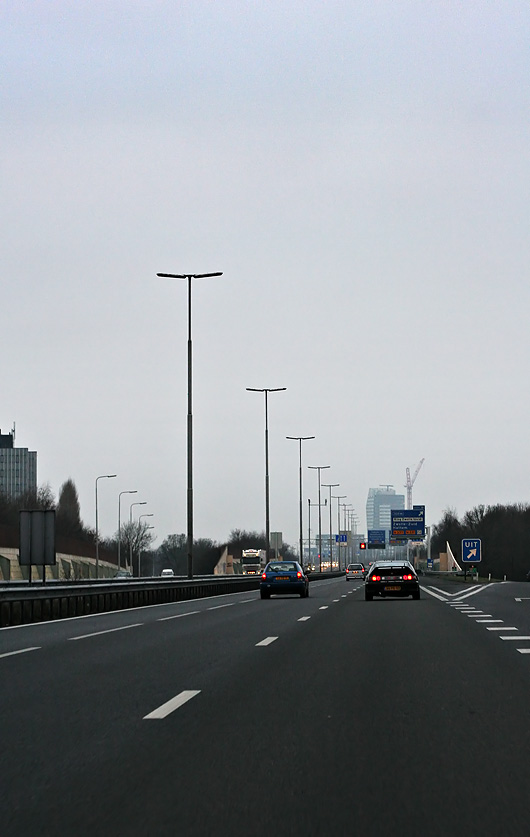
Aansluiting 19: Zwolle-Centrum
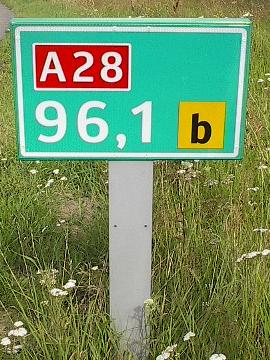
Aansluiting 20: Zwolle-Noord met hectometerpaal (richting Groningen)
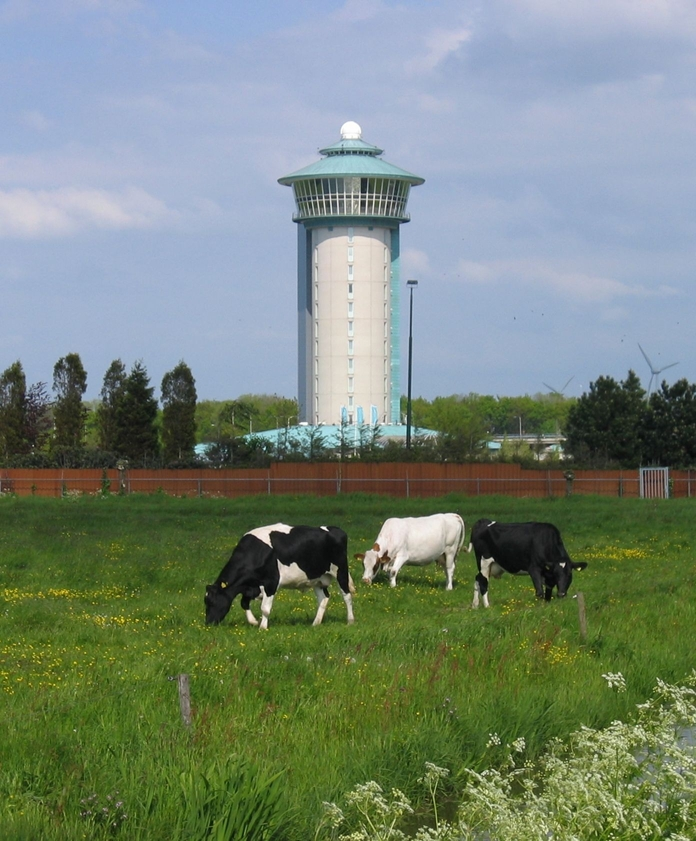
Aansluiting 22: De Koperen Hoogte (2005), hotel/restaurant in voormalige watertoren De Lichtmis
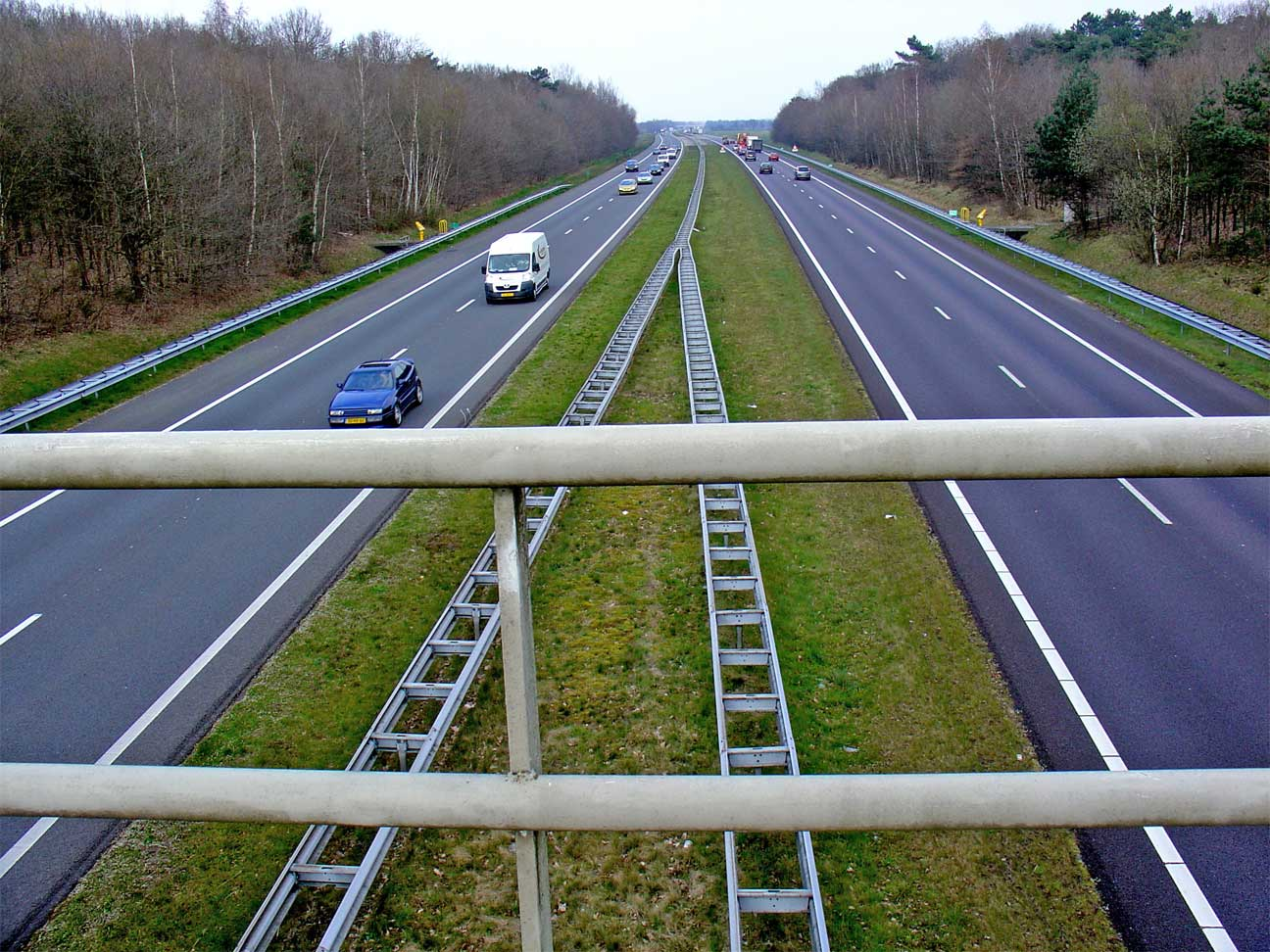
De A28 gezien vanaf een viaduct nabij Hooghalen tussen de aansluitingen 31 en 32
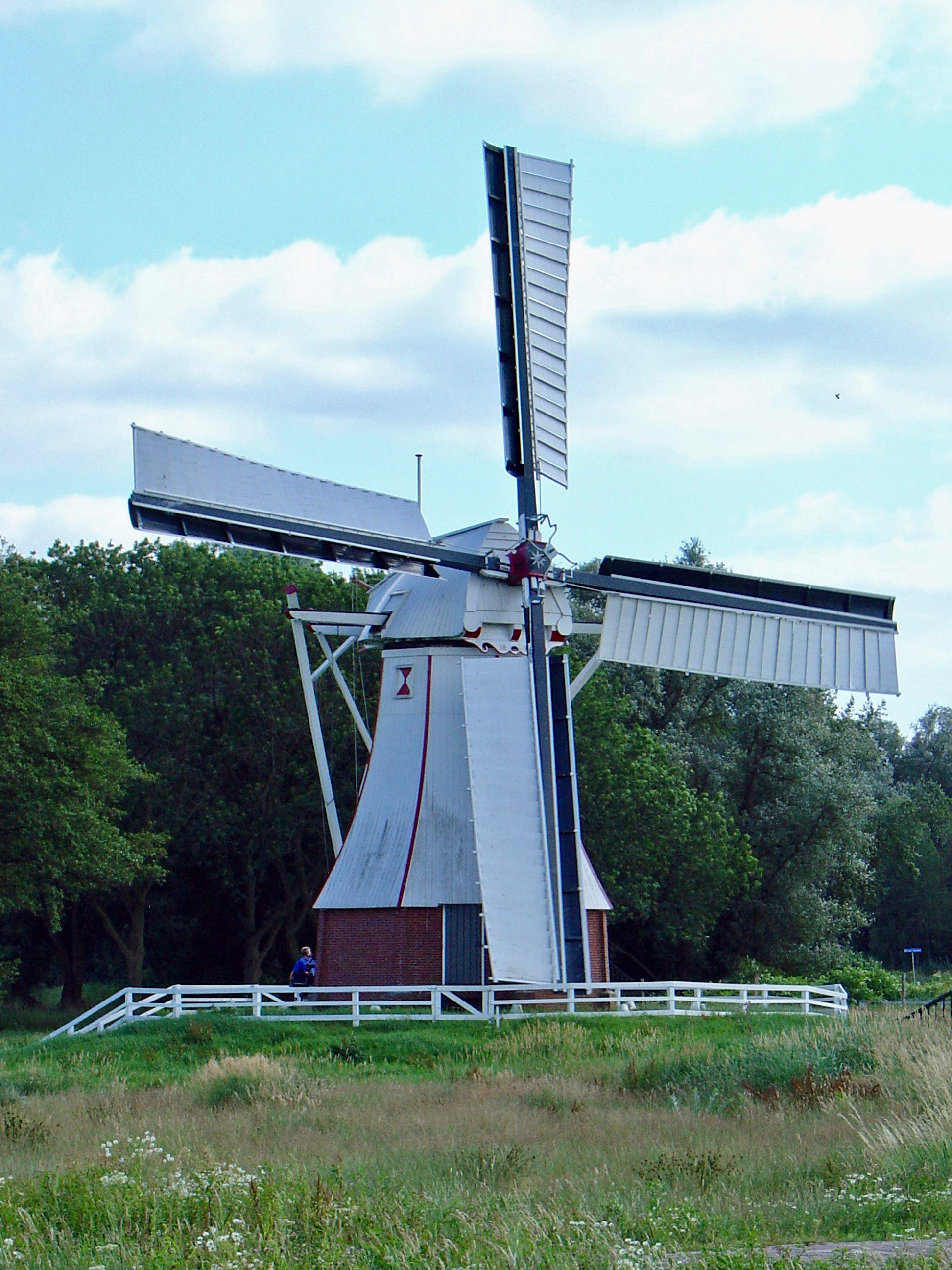
Tussen de aansluitingen 37 en 38 Eelde/Haren: De Witte Molen
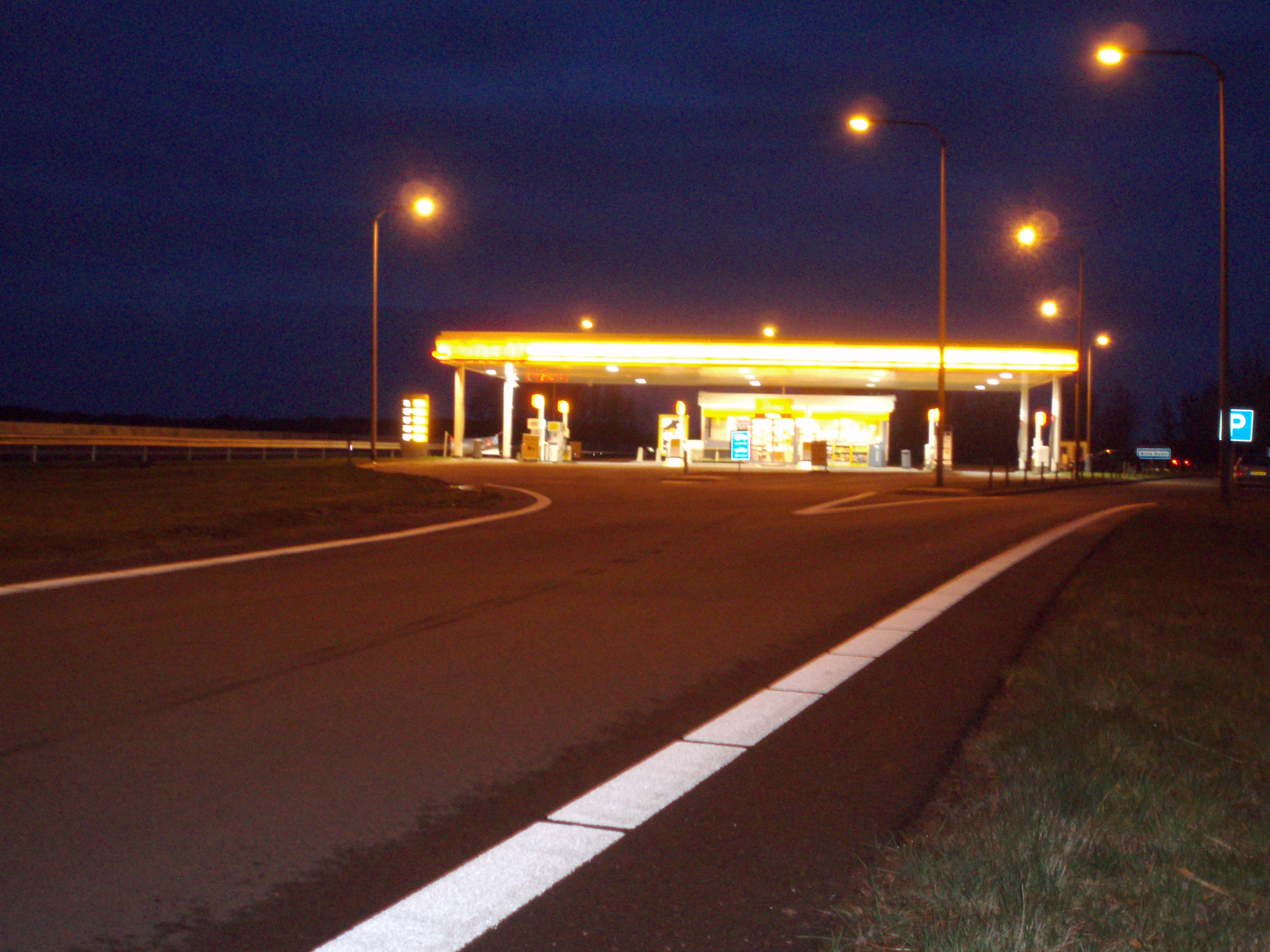
Tussen de aansluitingen 37 en 38: verzorgingsplaats De Witte Molen